# Benzhydryle

Benzhydryle

Le terme benzhydryle désigne un groupe fonctionnel aromatique de formule brute (C6H5)2CH-R. Ce groupe fait partie de la famille des aryles.

## Nomenclature
Le terme benzhydryle est encore accepté dans la nomenclature IUPAC. Les cycles aromatiques peuvent être substitués par d'autres groupes fonctionnels.